# Métro de Bogota
Le métro de Bogota (Metro de Bogotá en espagnol) est un projet de transport en commun de type métro à Bogota, capitale de la Colombie.
La construction d'une ligne de métro a été étudiée et débattue depuis les années 1950. À ce jour, bien qu'il ait été au centre de plusieurs campagnes électorales, le projet de métro ne s'est cependant jamais concrétisé. Les études ont récemment été relancées, en 2016, aboutissant à la proposition d'un métro aérien de 25,29 km et 16 stations dont 10 en correspondance avec le TransMilenio,,.

## Histoire

### Le nouveau projet aérien
La réalisation du métro de Bogota se fera dans le cadre d'un partenariat public-privé avec un contrat unique comprenant la conception, la construction, le financement, l'approvisionnement, l'opération et la restitution à la fin du contrat. Il est prévu que la Banque mondiale et la Banque interaméricaine de développement prêtent 600 millions de dollars américains chacune, soit 1,2 milliard de dollars américains au total, aux autorités colombiennes, conformément à un accord annoncé en avril 2018. La Banque européenne d'investissement participera aussi à hauteur de 400 millions de dollars américains.